# Сен-Дени-де-Мере
Сен-Дени́-де-Мере́ (фр. Saint-Denis-de-Méré) — коммуна во Франции, находится в регионе Нижняя Нормандия. Департамент коммуны — Кальвадос. Входит в состав кантона Тюри-Аркур. Округ коммуны — Кан.
Код INSEE коммуны — 14572.

## Население
Население коммуны на 2010 год составляло 835 человек.
| 1962 | 1968 | 1975 | 1982 | 1990 | 1999 | 2010 |
| ---- | ---- | ---- | ---- | ---- | ---- | ---- |
| 656  | 759  | 820  | 925  | 835  | 798  | 835  |

## Экономика
В 2010 году среди 547 человек трудоспособного возраста (15—64 лет) 392 были экономически активными, 155 — неактивными (показатель активности — 71,7 %, в 1999 году было 69,0 %). Из 392 активных жителей работали 357 человек (194 мужчины и 163 женщины), безработных было 35 (17 мужчин и 18 женщин). Среди 155 неактивных 34 человека были учениками или студентами, 89 — пенсионерами, 32 были неактивными по другим причинам.